# Halina Stasiak
Halina Stasiak (ur. 1 lipca 1934 w Bydgoszczy, zm. 7 kwietnia 2022) – polska germanistka, dr hab.

## Życiorys
W 1956 ukończyła studia germanistyczne na Uniwersytecie im. Adama Mickiewicza w Poznaniu, po studiach pracowała jako nauczycielka języka niemieckiego, od 1966 w Studium Nauczycielskim w Gdańsku, gdzie w latach 1969-1970 kierowała Pracownią Języków Obcych. Od 1970 pracowała na Uniwersytecie Gdańskim. Tam w 1973 obroniła pracę doktorską Efektywność nauczania języków obcych metodą laboratoryjną, w 1992 habilitowała się na podstawie pracy zatytułowanej Wybrane psychodydaktyczne uwarunkowania uczenia się i nauczania języków obcych. Na UG kierowała Pracownią Nauczania Języków Obcych, w latach 1979-1989 była dyrektorem Studium Języków Obcych, od 1990 dyrektorem Kolegium Kształcenia Nauczycieli Języków Obcych.
Była rektorem Lingwistycznej Szkoły Wyższej w Warszawie.
Zmarła 7 kwietnia 2022.

## Odznaczenia
- 1993: Krzyż Zasługi I Klasy Orderu Zasługi Republiki Federalnej Niemiec (1993)[6]
- Złoty Krzyż Zasługi[4]